# تامر حسن
تامر حسن (بالإنجليزية: Tamer Hassan)‏ (ولد في 18 مارس 1968) ممثل إنكليزي من أصل قبرصي تركي, ظهر في عدة أعمال سينمائية وتلفزيونية منها 7 ثوان (2005), هدف 3 (2009), جري الرجل الميت (2009), مستعبدين بالدم (2010), ظهر في حلقة من مسلسل ملحمي صراع العروش (2016).

## روابط خارجية
- تامر حسن على موقع IMDb (الإنجليزية)
- تامر حسن على موقع ألو سيني (الفرنسية)
- تامر حسن على موقع أول موفي (الإنجليزية)
- تامر حسن على موقع قاعدة بيانات الأفلام السويدية (السويدية)
- تامر حسن على موقع قاعدة بيانات الفيلم (الإنجليزية)
- تامر حسن على موقع كينوبويسك (الروسية)